# Deuxième circonscription électorale de la province d'Ankara
La deuxième circonscription électorale d'Ankara correspond à un groupement de 10 districts au nord-est de la province du même nom et envoie 11 députés à la Grande Assemblée nationale de Turquie (14 entre 2015 et 2018).

## Composition
La deuxième circonscription d'Ankara est divisée en 10 districts (ilçe). Chaque district est composé d'un chef-lieu et de municipalités (communes et villages).

## Résultats électoraux

### Élections législatives de 2018
| Partis                   | Partis                                        | Voix      | %     | Sièges | +/-           | Élus                                                                                                |
| ------------------------ | --------------------------------------------- | --------- | ----- | ------ | ------------- | --------------------------------------------------------------------------------------------------- |
|                          | Parti de la justice et du développement (AKP) | 547 713   | 51,07 | 6      | 2             | Mustafa Detici, Lütfiye Selva Çam, Emrullah İşler, Orhan Yegin, Arife Polat Düzgün et Zeynep Yıldız |
|                          | Parti républicain du peuple (CHP)             | 187 834   | 17,52 | 2      | 2             | Murat Emir et Yıldırım Kaya                                                                         |
|                          | Parti d'action nationaliste (MHP)             | 160 089   | 14,93 | 2      | en stagnation | Sadir Durmaz et Nevin Taşlıçay                                                                      |
|                          | Le Bon Parti (İYİ)                            | 111 787   | 10,42 | 1      | Nv.           | Şenol Bal                                                                                           |
|                          | Parti démocratique des peuples (HDP)          | 45 211    | 4,22  | 0      | en stagnation | |
|                          | Parti de la félicité (SP)                     | 16 464    | 1,54  | 0      | en stagnation | |
|                          | Parti patriote (VATAN)                        | 2 038     | 0,19  | 0      | en stagnation | |
|                          | Parti de la cause libre (HÜDA PAR)            | 1 266     | 0,12  | 0      | en stagnation | |
|                          |                                               |           |       |        |               | |
| Total                    | Total                                         | 1 072 402 | 100   | 11     | 3             | -                                                                                                   |
| Inscrits / participation | Inscrits / participation                      | 1 185 237 | 89,14 |        |               | |

### Élections législatives de 2023
| Partis                   | Partis                                        | Voix      | %     | Sièges | +/-           | Élus                                                                                        |
| ------------------------ | --------------------------------------------- | --------- | ----- | ------ | ------------- | ------------------------------------------------------------------------------------------- |
|                          | Parti de la justice et du développement (AKP) | 496 462   | 41,77 | 6      | en stagnation | Vedat Bilgin, Lütfiye Selva Çam, Orhan Yegin, Zeynep Yıldız, Osman Gökçek et Kurtcan Çelebi |
|                          | Parti républicain du peuple (CHP)             | 245 923   | 20,69 | 3      | 1             | Murat Emir, İdris Şahin et Semra Dinçer                                                     |
|                          | Parti d'action nationaliste (MHP)             | 142 504   | 11,99 | 1      | 1             | Sadir Durmaz                                                                                |
|                          | Le Bon Parti (İYİ)                            | 136 566   | 11,49 | 1      | en stagnation | Adnan Beker                                                                                 |
|                          | Nouveau parti de la prospérité (YRP)          | 41 128    | 3,46  | 0      | Nv.           |                                                                                             |
|                          | Parti de la victoire (ZP)                     | 40 735    | 3,43  | 0      | Nv.           |                                                                                             |
|                          | Parti de la gauche verte (YSP)                | 29 101    | 2,45  | 0      | en stagnation |                                                                                             |
|                          | Parti de la grande unité (BBP)                | 16 560    | 1,39  | 0      | en stagnation |                                                                                             |
|                          | Parti des travailleurs de Turquie (TIP)       | 14 241    | 1,20  | 0      | en stagnation |                                                                                             |
|                          | Parti de la patrie (M)                        | 11 128    | 0,94  | 0      | Nv.           |                                                                                             |
|                          | Parti de la justice (AP)                      | 2 908     | 0,24  | 0      | Nv.           |                                                                                             |
|                          | Parti jeune (GP)                              | 2 129     | 0,18  | 0      | en stagnation |                                                                                             |
|                          | Parti de la mère patrie (ANAP)                | 1 969     | 0,17  | 0      | en stagnation |                                                                                             |
|                          | Parti de la nation (MP)                       | 1 193     | 0,10  | 0      | en stagnation |                                                                                             |
|                          | Parti de la justice et de l'unité (AB)        | 1 162     | 0,10  | 0      | Nv.           |                                                                                             |
|                          | Parti communiste de Turquie (TKP)             | 910       | 0,08  | 0      | en stagnation |                                                                                             |
|                          | Parti de gauche (SOL)                         | 790       | 0,07  | 0      | en stagnation |                                                                                             |
|                          | Parti patriote (VATAN)                        | 663       | 0,06  | 0      | en stagnation |                                                                                             |
|                          | Parti de la route nationale (MYP)             | 662       | 0,06  | 0      | Nv.           |                                                                                             |
|                          | Parti de l'union du pouvoir (GBP)             | 567       | 0,05  | 0      | Nv.           |                                                                                             |
|                          | Parti des droits et libertés (HAK)            | 467       | 0,04  | 0      | en stagnation |                                                                                             |
|                          | Parti de libération du peuple (HKP)           | 355       | 0,03  | 0      | en stagnation |                                                                                             |
|                          | Mouvement communiste (TKH)                    | 223       | 0,02  | 0      | Nv.           |                                                                                             |
|                          | Parti de l'innovation (YP)                    | 140       | 0,01  | 0      | Nv.           |                                                                                             |
|                          | Indépendants (Ind.)                           | 189       | 0,02  | 0      | en stagnation |                                                                                             |
|                          |                                               |           |       |        |               |                                                                                             |
| Total                    | Total                                         | 1 188 675 | 100   | 11     | en stagnation | -                                                                                           |
| Inscrits / participation | Inscrits / participation                      | 1 293 561 | 90,62 |        |               |                                                                                             |